# Charlottenau (Kremmen)
Charlottenau ist ein Gemeindeteil der Stadt Kremmen im Landkreis Oberhavel in Brandenburg.

## Geografische Lage
Der Gemeindeteil liegt südwestlich des Stadtzentrums und erstreckt sich entlang der Landstraße 170. Nördlich liegt der Gemeindeteil Orion, östlich der Gemeindeteil Amalienfelde, südlich der Ortsteil Staffelde und westlich der Gemeindeteil Kuhsiedlung.

## Geschichte
Charlottenau wurde erstmals im Jahr 1860 als Vorwerk auf der Feldmark des Rittergutes Staffelde erwähnt und bestand zu dieser Zeit aus zwei Wohn- und drei Wirtschaftsgebäuden, in denen im Jahr 1858 insgesamt 21 Personen lebten. Bis 1925 war die Anzahl auf 45 Personen angewachsen.